# PETase
PETase (genauer poly(ethylene terephthalate) hydrolase) ist ein Enzym der Klasse der Hydrolasen (EC 3.1.1.101), welches im Jahr 2016 entdeckt wurde. Es wurde aus dem ebenfalls 2016 entdeckten Bakterium Ideonella sakaiensis isoliert, welches PET als Kohlenstoffressource zum anabolen Metabolismus nutzt.
Die Nomenklatur von Enzymen beruht auf dem Substrat, für das es die höchste Affinität aufweist. Enzyme, die PET abzubauen vermögen, sind zwar schon seit den 80er Jahren bekannt, dabei handelte es sich allerdings um Enzyme, die zu anderen Substraten eine viel höhere Affinität aufwiesen und PET eher "zufällig" abzubauen vermochten, wie beispielsweise Cutinasen, welche das Cutin von Pilzen abbauten. PETase hingegen weist die höchste Affinität für PET auf und begründet somit eine neue Klasse innerhalb der Hydrolasen bzw. Esterasen.

## Bedeutung
Ideonella sakaiensis ist das erste Bakterium, welches PET zum anabolen Metabolismus verwendet und hat daher das bisher größte Potential, zum biologischen Recycling von PET genutzt zu werden.
Bisher werden große Teile des anfallenden Kunststoffes pyrolytisch verwertet. Es gab zwar bereits 1980 Ansätze, PET durch Mikroorganismen zu zersetzen, allerdings waren die Reaktionsbedingungen zu harsch für einen ökonomischen industriellen Einsatz. Erst 2005 gelang es erstmals, ein Enzym aus Thermobifida fusca zu isolieren, welches vielversprechende Erfolge zeigte. Die 2016 entdeckte PETase übertrifft das Enzym der T. fusca wiederum in seiner Effektivität in etwa um den Faktor 100.

## Eigenschaften
PETase katalysiert die Zersetzung von PET zu Mono(2-hydroxyethyl)terephthalsäure (MHET), welches dann durch ein weiteres Enzym, der MHETase, zu den Monomeren von PET, Terephthalsäure und Ethylenglycol, abgebaut wird. Sein katalytisches Maximum liegt bei 303 K und pH 7. Hierbei greift es im PET den Carboxylkohlenstoff des Esters an, bildet ein Acylenzym als Intermediat (Terephthalsäureester des Ser160) unter Abspaltung von MHET (und in geringen Mengen BHET) und hydrolysiert das Intermediat unter Bildung des Terephthalsäureendes von PET.

## Herkunft
PETase wurde erstmals in dem ebenfalls im Jahr 2016 entdeckten Bakterium Ideonella sakaiensis nachgewiesen. Es wurde auf PET-Flaschen, welche von einer Müllhalde stammen, gefunden. Die spezifische Affinität zu PET ist ein aktuelles Beispiel für Evolution. Da PET erst seit den 50er Jahren existiert, liegt es nahe, dass sich das Bakterium Ideonella sakaiensis innerhalb von ca. 60 Jahren soweit angepasst hat, dass es von PET als Hauptlieferant von Kohlenstoff zu leben vermag.